# Shutterstock
Shutterstock és un proveïdor de fotografia de stock, metratge de stock, música de stock i eines d'edició dirigit des de la seva seu central situada a Nova York. Va ser fundat al 2003 pel programador i fotògraf Jon Oringer. Shutterstock posseeix una biblioteca d'uns 125 milions de fotografies lliures de drets, gràfics de vector, il·lustracions, i al voltant de 4 milions de clips de vídeo i música disponible per a ser patentada.
Tot i que inicialment va començar sent una web d'accés únicament a través de subscripció, Shutterstock ha ampliat la seva oferta fins al punt d'oferir preus a la carta al 2008, i ha estat públicament comerciat a la Borsa de Nova York des de 2012. Des de la seva fundació, Shutterstock ha adquirit un gran nombre d'altres empreses, començant per Bigstock al 2009 i seguint per, per exemple, WebDAM al 2014. Després d'adquirir Rex Features i PremiumBeat al 2015, Shutterstock ha anunciat recentment una col·laboració amb l'Premsa Associada. Posseeix també acords de llicència amb empreses com Penske Empresa de Mitjans de comunicació. L'empresa va tenir més de 100,000 de sponsors al març de 2016, amb una "clientela activa d'1.4 milions de persones de 150 països."

## Història

### Fundació i primers anys (2003-2011)
Shutterstock Va ser fundat al 2003 per l'americà entrepreneur i programador d'ordinadors Jon Oringer. Creant el seu propi mercat en línia, Oringer inicialment va pujar 30,000 de les seves fotos accionàries pròpies i les va fer disponibles via subscripció, amb descàrregues ilimitades i un cost inicial mensual de 49$. Quan la demanda va superar el seu subministrament de fotografies stock, esdevinguí un agent i va començar a contractar col·laboradors addicionals. Ajudant a liderar la subscripció basada en el tipus de negoci de fotografia microstock, Shutterstock va procalamar-se com a la "agència de fotografia de stock basada en la subscripció més gran del món" al 2006, amb 570,000 imatges en la seva col·lecció. Shutterstock va créixer amb el llançament de Shutterstock Footage, i cap a 2007, l'empresa ja tenia 1.8 milions de fotos. Insight Venture Partners va invertir en l'empresa aquell mateix any. Shutterstock va expandir-se més enllà de les subscripcions fins a afegir preus a la carta a l'agost de 2008, amb el seu servei de "A petició" que elimina les limitacions de descàrrega de cada dia.
El 23 de setembre de 2009, Shutterstock va anunciar que havia adquirit Bigstock, una agència basada en el crèdit de fotografia microstock. Fast Company va argumentar que el tracte posava a "Shutterstock en un competitiu terreny de joc amb Getty, que disposa de iStockPhoto, també basada en el crèdit." El CEO de Shutterstock, Jon Oringer, va afirmar que la adició "permetria a Shutterstock a satisfer millor les diverses preferències de pagament dels compradors de fotografia de stock de tot el món." Al 2010, Shutterstock ja tenia 11 milions d'imatges lliures de drets.. Al febrer de 2011, Shutterstock va anunciar un acord de dos anys amb l'Institut Americà d'Arts Gràfics (AIGA) amb tal de proporcionar inspiració creativa als seus membres. Proclamant que oferia més imatges "que cap altra marca al món", aquell mateix novembre Shutterstock va llançar Shutterstock per iPad, el qual va proporcionar de franc.

### Adquisicions i OPV (2012-2013)
Amb 200 milions de descàrregues d'imatges licensiades al febrer de 2012, a l'abril de 2012 la companyia ja tenia 18 milions d'imatges lliures de drets, que van augmentar fins a 19 milions el següent mes. Shutterstock Images LLC va anunciar al maig de 2012 el llançament de l'eina Shutterstock Instant, que mostrava les imatges en un format de mosaic per fer la visualització de les fotografies més ràpida. Shutterstock Instant va ser creat gràcies als Shutterstock Labs, que desenvolupen eines i interfícies per a Shutterstock d'entre altres projectes. A més, al maig de 2012 va declarar una Oferta Pública Inicial (OPV) al New York Stock Exchange que va ser completada a l'octubre de 2017 sota el nom de SSTK. Al Novembre de 2012, Shutterstock va debutar una aplicació iOS universal per a iPhone i iPad, d'entre altres.
Shutterstock, Inc. va anunciar al març de 2013 tard Spectrum, una nova eina per a "descobrir imatges". Aleshores, Shutterstock tenia 24 milions d'imatges llicenciables, vectors i il·lustracions al seu portafoli. El juny de 2014 va llançar Skillfeed, un mercat online de subscripció per a connectar a creadors de videos instructius amb consumidors. L'agost de 2013, Shutterstock i Facebook van anunciar una col·laboració per integrar la galeria de Shutterstock al Creador d'Anuncis de Facebook, per tal d'oferir als anunciants imatges de Shutterstock pels seus anuncis. Aleshores, Shutterstock estava disponible en 20 llengües.

### Offset i noves col·laboracions (2013-2014)
Al setembre de 2013, Shutterstock va llançar Offset, un mercat que prioritzava imatges de gama alta d'artistes consolidats. Uns mesos després, va llançar la seva primera aplicació per a Android. A l'octubre de 2013 va obrir oficines a Berlín. Aleshores, Shutterstock va delcarar que oferia els seus serveis a 750.000 consumidors, i que un 30% d'ells era d'Europa. Durant la tardor de 2013, les seves participacions havien arribat als 2.5 bilions de dòlars en valor de mercat.
El març de 2014, Shutterstock va adquirir Webdam, un proveïdor de software de gestió de valors digitals. A més, va també canviar la localització de la seva seu oficial al Empire State Building. Al maig de 2014, Shutterstock i Salesforce es van associar per integrar la galeria d'imatges de Shutterstock a l'Estudi Social de Salesforce. El juliol de 2014, Shutterstock va llançar la seva "eina de descobrir imatges multi-color". A més, al setembre de 2014 va superar els 2 milions de videoclips i va anunciar una nova aplicació per ajudar els contribuïdors a pujar i categoritzar fotografies.

### Desenvolupament recent (2015-2016)
El gener de 2015, Shutterstock va adquirir Rex Features, l'agència de fotografia de premsa independent més gran i PremiumBeat, un servei de subministrament de música i efectes de so. L'adquisicó de Rex es va dur a terme per uns 33 milions de dòlars, mentre la de PremiumBeat va costar 32 milions. El juny de 2015, Shutterstock i Penske Media Corporation van formar una aliança per tal de crear i licenciar imatges d'entreteniment i moda. Segons els termes de l'acord, Shutterstock tindria dret i llicència exclusius sobre l'arxiu de PMC, que contenia imatges de varies revistes com ara Variety o Women's Wear Daily. Crain's va escriure que amb l'aliança, "Shutterstock, un proveïdor de fotografia stock i música, entrava al món de les catifes vermelles i passarel·les de moda - i prenia un proveïdor clau de fotografies i videos de moda i entreteniment de l'avast del seu rival Getty Images."
El març de 2016, la companyia tenia més de 100.000 contribuïdors, amb al voltant de 70 milions d'imatges i 4 milions de videoclips disponibles per a ser llicensiats i comprats. Aquell mateix mes, Shutterstock va anunciar que distribuiria material des de l'Associated Press dels Estats Units, un acord que duraria 3 anys i cobriria 30 milions de fotografies i 2 milions de videos. En teoria, les imatges havien de sortir al mercat a l'abril. Segons l'Entrepreneur, Shutterstock tenia ja "una activa base de consumidors de 1,4 milions de persones a 150 països."

## Instal·lacions i personal
Shutterstock posseeix la seva seu al carreró de Silici de la ciutat de Nova York. L'octubre de 2013 Shutterstock va obrir la seva nova seu europea a Berlín, Alemanya, al Kulturbrauerei; i cap al març de 2014, Shutterstock va obrir oficines addicionals a Amsterdam, Chicago, Denver, Londres, Montreal, París i San Francisco. Després de mantenir la seva seu a Nova York en una oficina de Wall Street durant uns quants anys, el març de 2014 Shutterstock es va reubicar a l'Empire State Building. Segons Inc., l'oficina va ser seleccionada amb l'objectiu de reduir el temps de viatge pels treballadors de Nova York. La nova ubicació va ser construïda sense oficines privades, al contrari, en canvi, es van crear 23 habitacions "pop-in" (de visita) per conferències i reunions privada per a quan fossin necessàries.
Després de la seva fundació el 2003, amb Jon Oringer com a únic treballador de l’empresa, el 2007 l’equip de Shutterstock va créixer fins a 30 persones. El 2010 Oringer va contractar Thilo Semmelbauer com a Cap d’operacions, el qual havia treballat anteriorment a Theladders.com i Weight Watchers. De 295 treballadors l’octubre de 2013, cap a 2016 l’empresa ja comptava amb un total de 700 treballadors. El 2014, Fast Company va publicar un article que presentava Shutterstock com un exemple d’un exitós “intrapreneur”-empresa confiable, promocionant els “hackathons” de la companyia, per fomentar la creativitat del personal. Fast Company explica, “el benefici més obvi de l'intrapeneurship és la capacitat de buscar més oportunitats, el que permet a Shutterstock provar els límits i experimentar amb productes derivats que podem evitar que la seva base de consumidors central recorri a un competidor més satisfer les seves necessitats".

## Model empresarial
Shutterstock llicència medis per a la descàrrega en línia en nom de fotògrafs, dissenyadors, il·lustradors, videografs i músics, mantenint una col·lecció del voltant de 90 milions de fotos lliure de regalies, gràfic vectorial, i il·lustracions. Shutterstock també posseeix al voltant de 4 milions de videoclips i clips musicals en el seu portafoli. Actualment Shutterstock posseeix diversos models de pagament. El 2012 The Atlantic va escriure que Shutterstock “va ser pioner en l’enfocament de subscripció a les vendes de fotos, el que permet als clients descarregar imatges a granel en comptes de a la carte” The Atlantic, a més a més, va escriure que Shutterstock és una comunitat de web de la mateixa manera com ho seria un Facebook o un Twitter o un Pinterest, el qual el seu valor depèn gairebé per complet de l’entusiasme dels seus col·laboradors”.
Amb possibles contribuents que poden postular en el lloc de forma gratuïta, Shutterstock té un equip de revisors “encarregats de garantir la consistència i la qualitat editorial”. A partir del 2016, si s’accepta una de les deu fotografies d’un fotògraf, es converteix en col·laborador de Shutterstock. A partir del 2011, només al voltant del 20% dels sol·licitants van ser aprovats, i menys del 60% de totes les imatges carregades pels contribuents aprovats finalment es van col·locar al lloc. Una vegada aprovats, els contribuents poden començar a carregar el seu treball a través del lloc web. Proporcionen paraules clau, classifiquen imatges i les envien a la “cua d’inspecció”, on s’examinen les imatges en cerca de lleis de qualitat, utilitat i drets d’autor i marques comercials. Cada vegada que es descarrega una imatge, el fotògraf rep una tarifa plana. Explica Vice, “els fotògrafs conserven els drets d’autor sobre les seves imatges, però Shutterstock té permís complet per comercialitzar, mostrar i llicenciar la imatge als clients al seu lloc sense l’aprovació final del fotògraf”. A partir de març del 2015, els contribuents van agregar al voltant de 50,000 noves imatges diàriament, i, per a llavors, Shutterstock havia pagat al voltant de $250 milions als contribuents des de la seva fundació. El 2014, va pagar $80 milions als contribuents.